# مکعب (فیلم)
مکعب (انگلیسی: Cube) فیلمی کانادایی در سبک ترسناک و علمی–تخیلی به کارگردانی وینچنزو ناتالی است که در سال ۱۹۹۷ منتشر شده. از بازیگران آن می‌توان به نیکول د بوئر، دیوید هیولت و جولیان ریچینگز اشاره کرد. داستان این فیلم دربارهٔ افرادی است که در یک مکعب از خواب بیدار می‌شوند و سعی می‌کنند برای زنده ماندن از بین این مکعب‌ها فرار کنند اما بین آن‌ها اختلافاتی به وجود می‌آید. این فیلم پایان غیرمنتظره‌ای دارد. دنباله‌های این فیلم مکعب ۲: ابرمکعب و مکعب صفر هستند.